# آسایش (کردستان عراق)
آسایش کردستان (به کردی: ئاسایشی ھەرێمی کوردستان، Asayîşa Herêma Kurdistanê) نام سازمانی امنیتی در کردستان عراق است که از مارس ۱۹۹۳ اجازه فعالیت قانونی در محدوده کردستان عراق پیدا کرده است. قلمرو فعالیت قضایی این سازمان جرائم اقتصادی مانند قاچاق بوده و هم جرائم سیاسی مانند جاسوسی، خرابکاری و تروریسم را شامل می‌شود. این سازمان در دهٔ ۱۹۹۰ زیر نفوذ دو گروه اصلی کرد یعنی حزب دموکرات کردستان و اتحادیه میهنی کردستان ساخته‌شد و بعد از سال ۲۰۰۴ با تغییرات جزئی در ساختمان سازمان به کار خود ادامه داد.